# Лихутина, Анастасия Андреевна
Анастаси́я Андре́евна Лиху́тина, по первому мужу — Люстих, по второму мужу — Кузьмина (15(3).03.1803 – 10. IV (3 мая) 1875, Новгород) — русская артистка балета.

## Биография
В 1819 году окончила Петербургскую театральную школу, педагоги — К. Дидло, Е. И. Колосова и Е. И. Сазонова. Дебютировала на сцене театра ещё ученицей в 1814 году в балете «Гений благости» и в 1816 году в балете «Ацис и Галатея» Катерино Кавоса. По окончании училища в 1819 принята на императорскую сцену в Петербургскую балетную труппу на амплуа первой пантомимной танцовщицы.
Вместе с Е. И. Колосовой, А. И. Истоминой, Я. Люстихом, Н. О. Гольцем Лихутина — сподвижница Дидло и первая исполнительница ответственных партий в его балетах: Аспазия Ореада («Ацис и Галатея», 1816), Эмма («Неожиданное возвращение, или Вечер в саду», 1817), Нисетта («Молодая молочница, или Нисетта и Лука», 1817), Муска («Венгерская хижина, или Знаменитые изгнанники» Венюа, 1817), Аглая, грация невинности («Зефир и Флора», 1818), Тамаида («Молодая островитянка, или Леон и Тамаида», 1818), Забия («Калиф Багдадский» Антонолини, 1818), Маргарита («Рауль де Креки, или Возвращение из крестовых походов» Кавоса, 1819), Лизбета («Карл и Лизбета» Хорна, 1820), Оцелла («Кора и Алонзо», 1820), пастушка Темпейской долины («Альцеста, или Сошествие Геркулеса в ад», 1821), одна из сильфид («Роланд и Моргана», 1821), Зетюльба («Приключения на охоте» Кавоса) и другие.

Театральная энциклопедия называет её лирико-комедийной танцовщицей. 
 Её танец отличался воздушностью, изяществом, высокой техникой. Лихутина успешно выступала и в пантомимических партиях, обладала сценическим обаянием и тонким артистизмом. 
Виртуозность воздушного и изящного танца сочеталась у Лихутиной с разносторонним актёрским дарованием. Особенно удавались роли шаловливых хохотушек. А. С. Пушкин писал о ней в «Евгении Онегине»: «Одна Лихутина мила».
По инициативе Дидло Лихутина в 1826 году была приглашена педагогом в театральное училище, где проработала до 1841 года, став продолжателем традиций Карла Дидло. В числе её учениц M. Д. Новицкая-Дюр (жена выдающегося русского артиста Н. О. Дюра), А. С. Новицкая, Т. П. Смирнова, О. Т. Шлехофт и другие.
В 1841 году Анастасия Лихутина оставила сцену.